# سرویس تحقیقات کشاورزی آمریکا
سرویس تحقیقات کشاورزی آمریکا (به انگلیسی: Agricultural Research Service) (به اختصار ARS) اصلی‌ترین سرویس تحقیقاتی داخلی وزارت کشاورزی ایالات متحده (USDA) است. ARS یکی از چهار آژانس در حوزه مأموریت تحقیق، آموزش و اقتصاد USDA است. این سرویس وظیفه اش گسترش دانش علمی کشور و حل مشکلات کشاورزی از طریق چهار حوزه در برنامهٔ ملی است:
1. تغذیه، ایمنی غذا و کیفیت
2. تولید و حمایت از حیوانات
3. منابع طبیعی و سیستم‌های کشاورزی پایدار
4. تولید و حفاظت از محصولات کشاورزی

تحقیقات و آزمایش‌های سرویس تحقیقات کشاورزی در تلاش برای حل مشکلات مرتبط با کشاورزی است که هر روز بر آمریکایی‌ها تأثیر می‌گذارد. دفتر اصلی(ARS) در ساختمان جیمی. ال وایتن در خیابان استقلال در واشینگتن دی سی و دفتر مرکزی کارکنان در ساختمان جورج واشینگتن کارور (GWCC) در بلتسویل، مریلند واقع شده است. در سال ۲۰۱۸، بودجه این سازمان ۱٫۲ میلیارد دلار بود.